# 大井出入口
大井出入口（おおいでいりぐち）は、東京都品川区八潮にある首都高速道路湾岸線の出入口である。有明JCT方面の出入口のみ設置されているハーフインターチェンジである。
2022年（令和4年）4月1日以降、入口はETC専用となっている。

## 大井出入口の通行禁止車両
危険物積載車両は当入口から流入すると次の海底トンネルまたは長大トンネルが存在するため、通行ができない。
- 有明・高谷方面　(B)湾岸線：東京港トンネル

## 接続する道路
- 国道357号

## 周辺
- JERA大井火力発電所
- 大井清掃工場
- 八潮北公園

## 隣
首都高速湾岸線
(B18,B19)大井南出入口 - 大井JCT - 大井PA（東行き） - (B21)大井出入口 - (B22)臨海副都心出入口